# Kolosso
Kolosso is een gemeente (commune) in de regio Sikasso in Mali. De gemeente telt 6200 inwoners (2009).
De gemeente bestaat uit de volgende plaatsen:
- Benekobougou
- Diedieni
- Diodia
- Falani
- Fogoba
- Klona
- Kolosso
- Neguela
- Tjikouna
- Zana